# Operazione di salvataggio in Iraq del 22 ottobre 2015
L'operazione di salvataggio in Iraq è stata un'azione militare avuto luogo il 22 ottobre 2015 con l'obiettivo di soccorrere 70 prigionieri iracheni catturati dallo Stato Islamico

## L'assedio
La notte del 22 ottobre 2015 un plotone di circa 30 assaltatori della Delta Force, il corpo d'élite dell'Esercito degli Stati Uniti, appoggiato da un'unità di 30 commando curdi delle Peshmerga, salì a bordo di cinque elicotteri (due MH-60 Black Hawk e tre CH-47 Chinook) e verso le 04:00 del mattino atterrò vicino a un complesso nei pressi della città di Hawija, nell'Iraq settentrionale.
Dopo un attacco aereo americano contro un ponte, allo scopo di ostacolare l'intervento dei rinforzi del Califfato, gli operatori atterrarono accanto all'obiettivo e si ritrovarono in un conflitto a fuoco con un gruppo di jihadisti dell'ISIS. La Delta avrebbe dovuto solamente cinturare l'area per fornire supporto esterno alle squadre Curde; quando la breccia dei Peshmerga fallì, però, l'unità decise di intervenire direttamente facendo breccia in un muro di cinta della struttura. Durante il conflitto a fuoco successivo alla breccia il sergente capo Joshua Wheeler, Team Leader della squadra d'assalto e primo uomo ad irrompere nell'edificio, venne ferito, per poi morire a causa delle ferite riportate dopo essere stato trasportato nell'ospedale militare del campo di aviazione di Arbil.
Nel corso del raid, immortalato da una microcamera fissata su uno degli elmetti degli assaltatori, i commando curdi liberarono tutti i 70 ostaggi, tra cui più di 20 membri delle forze di sicurezza irachene. Tuttavia nessuno dei 15 combattenti curdi era stato localizzato e nessuno degli ostaggi liberati erano curdi. Altre informazioni suggeriscono che i prigionieri stessero per affrontare una fucilazione prevista per il mattino dello stesso giorno e che le tombe fossero già state preparate per gli ostaggi al di fuori del complesso.
Dopo la sparatoria, terminata con almeno 20 militanti uccisi e 5 catturati, gli assaltatori e i commando curdi evacuarono dal luogo portando con sé gli ostaggi liberati e, mentre il plotone si ritirava a bordo dei 5 elicotteri, un caccia F-15 dell'Aeronautica degli Stati Uniti bombardò e distrusse la casa utilizzata come prigione dallo Stato Islamico.

## Joshua Wheeler

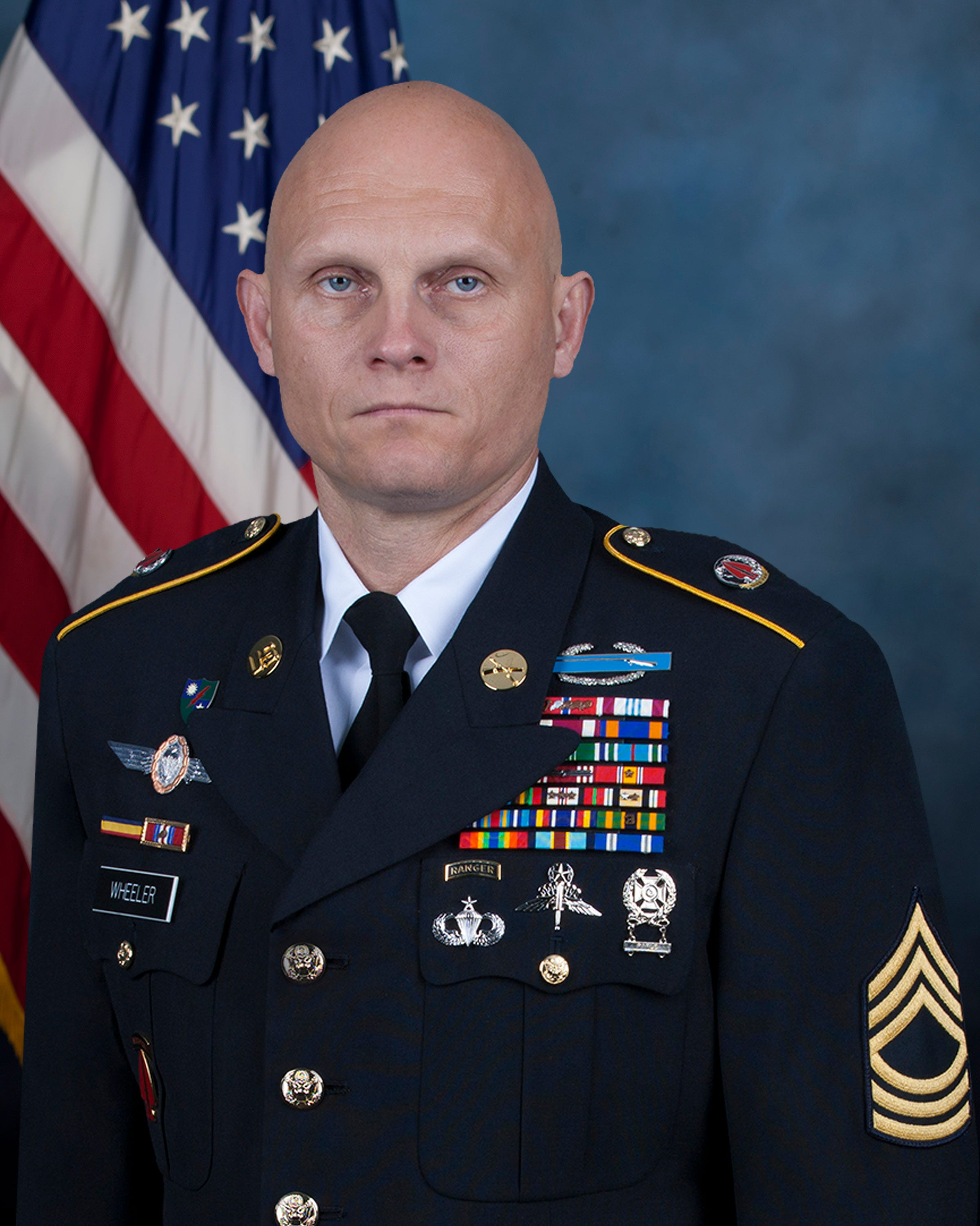
Il sergente capo Joshua Wheeler, la prima vittima americana nell'ambito delle operazioni anti-ISIS

La prima vittima statunitense nell'ambito delle operazioni anti-ISIS fu il sergente capo Joshua Lloyd Wheeler, nato il 22 novembre 1975 a Roland (Oklahoma) da una famiglia metodista di origini inglesi e Cherokee. Era figlio primogenito di William A. Wheeler e di Diane Quackenbush (morta il 25 marzo del 2014 all'età di 60 anni). Dopo il divorzio, la madre si risposò con un uomo di nome Thomas Scott (morto il 15 giugno 1996) e Joshua trascorse la sua giovinezza a Sequoyah County assieme al fratello minore Zack (un netturbino di Roland) e alle tre sorelle più giovani nate dal secondo matrimonio, Heather, Rachel e Scotty Quackenbush.
Frequentò la Muldrow High School e nel maggio 1995, un anno dopo aver terminato gli studi nel maggio 1994, si arruolò volontario nell'Esercito degli Stati Uniti: affrontò circa due mesi di addestramento base a Fort Benning (Georgia) e fu assegnato alla Compagnia C appartenente al 1º Battaglione del 24º Reggimento Fanteria, di stanza a Fort Lewis (Washington). Nel febbraio 1997 concluse l'addestramento alla Ranger School e fu rimpiazzato nella Compagnia Bravo, 2º Battaglione del 75º Reggimento Ranger; con tale reggimento, a fine 2001, dopo gli attacchi dell'11 settembre, fu spedito in Afghanistan e in Iraq, dove servì per tre turni di combattimento.
Nel 2004 si arruolò nella Delta Force di stanza a Fort Bragg (Carolina del Nord) e, con il grado di sergente capo, prese parte a quattordici ulteriori turni di combattimento in Iraq e in Afghanistan. Durante la sua carriera da operatore fu decorato con undici Bronze Star Medal, più una Silver Star Medal e un Purple Heart. Abitante della Carolina del Nord, egli si sposò due volte: dal primo matrimonio ebbe tre figli (Zachariah, Matthew e Joshua Jr.) e dalla seconda unione con Ashley, del 2013, ebbe il quarto figlio (David Paul) nato nell'agosto 2015.
Richiamato in prima linea a settembre per un turno di quattro mesi in Iraq nell'ambito dell'Operazione Inherent Resolve con l'obiettivo di contrastare il dominio del Califfato, è rimasto ucciso nella missione di salvataggio. In base ad alcune testimonianze stava dirigendo l'attacco contro la prigione e si unì al combattimento quando il resto delle unità dei Peshmerga fu fatto bersaglio dal fuoco avversario; pare che stesse correndo verso il luogo della sparatoria quando fu raggiunto da alcuni proiettili che gli procurarono gravi ferite, tanto che spirò nell'ospedale militare di Arbil dove era stato trasportato dopo la fine del raid.
Il suo corpo è stato sepolto il 18 novembre nella sezione 60 del cimitero nazionale di Arlington.